# Seznam švýcarských fotografek

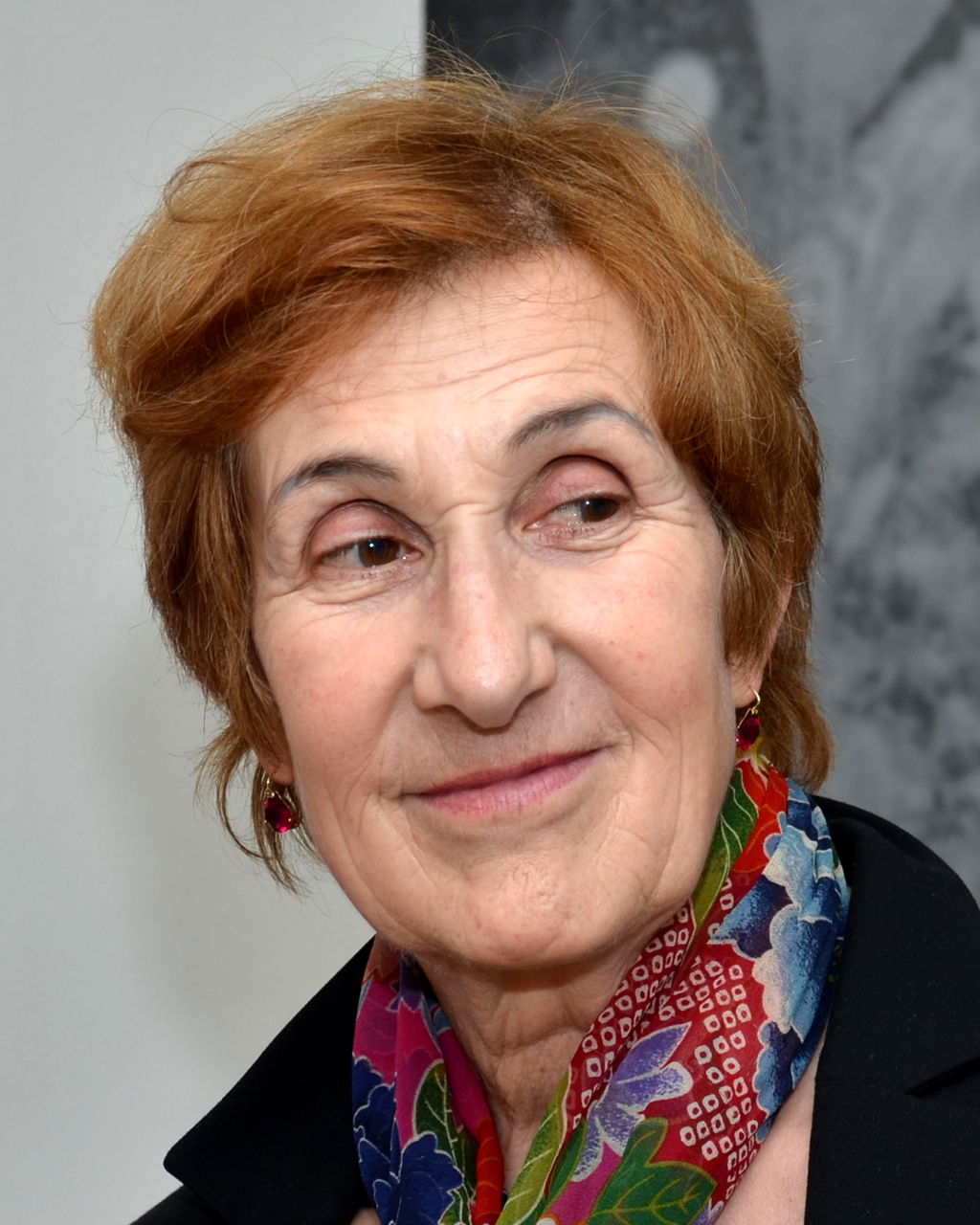
Iren Stehli, švýcarsko–česká dokumentární fotografka

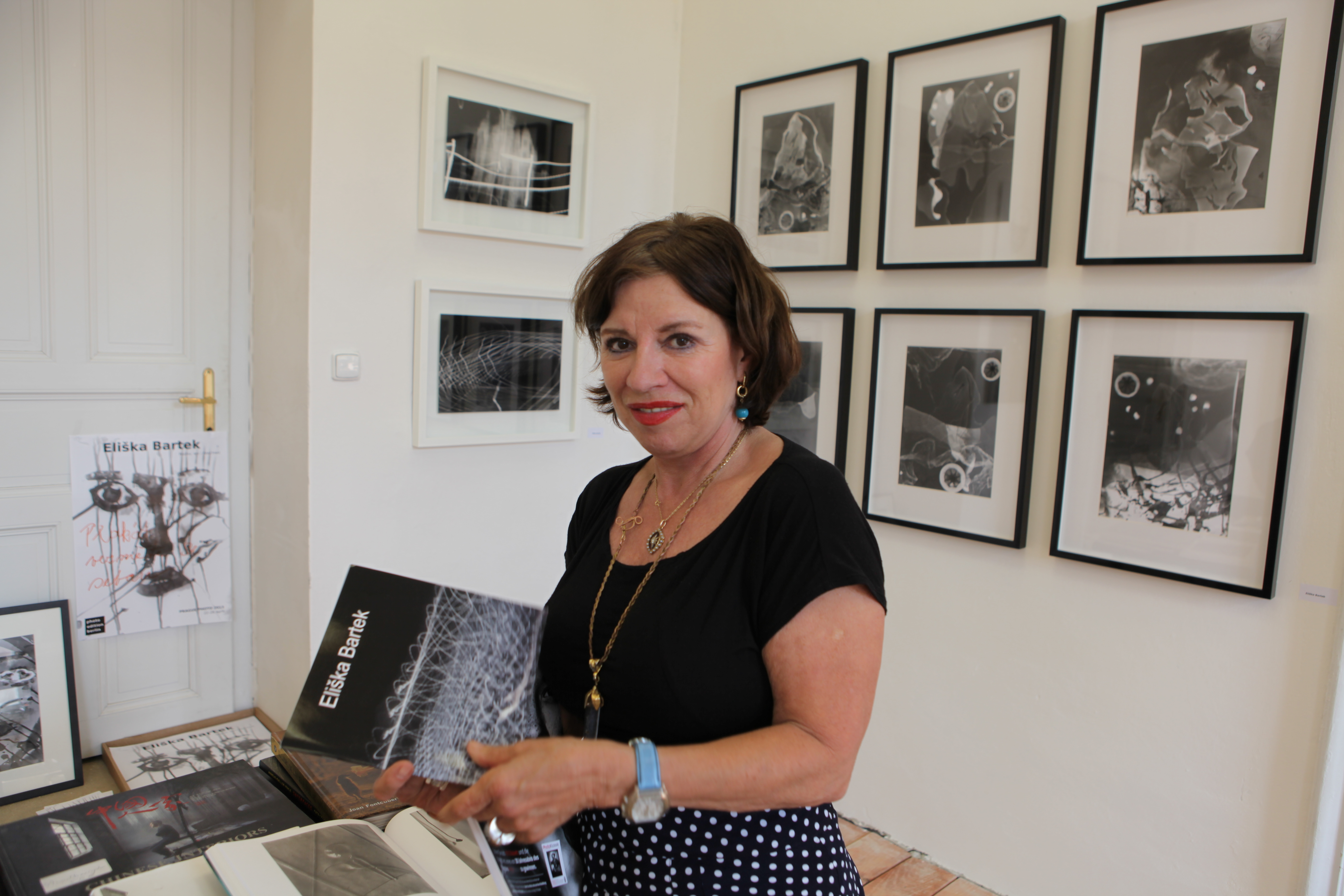
Eliška Bartek, švýcarská malířka a fotografka s českými kořeny

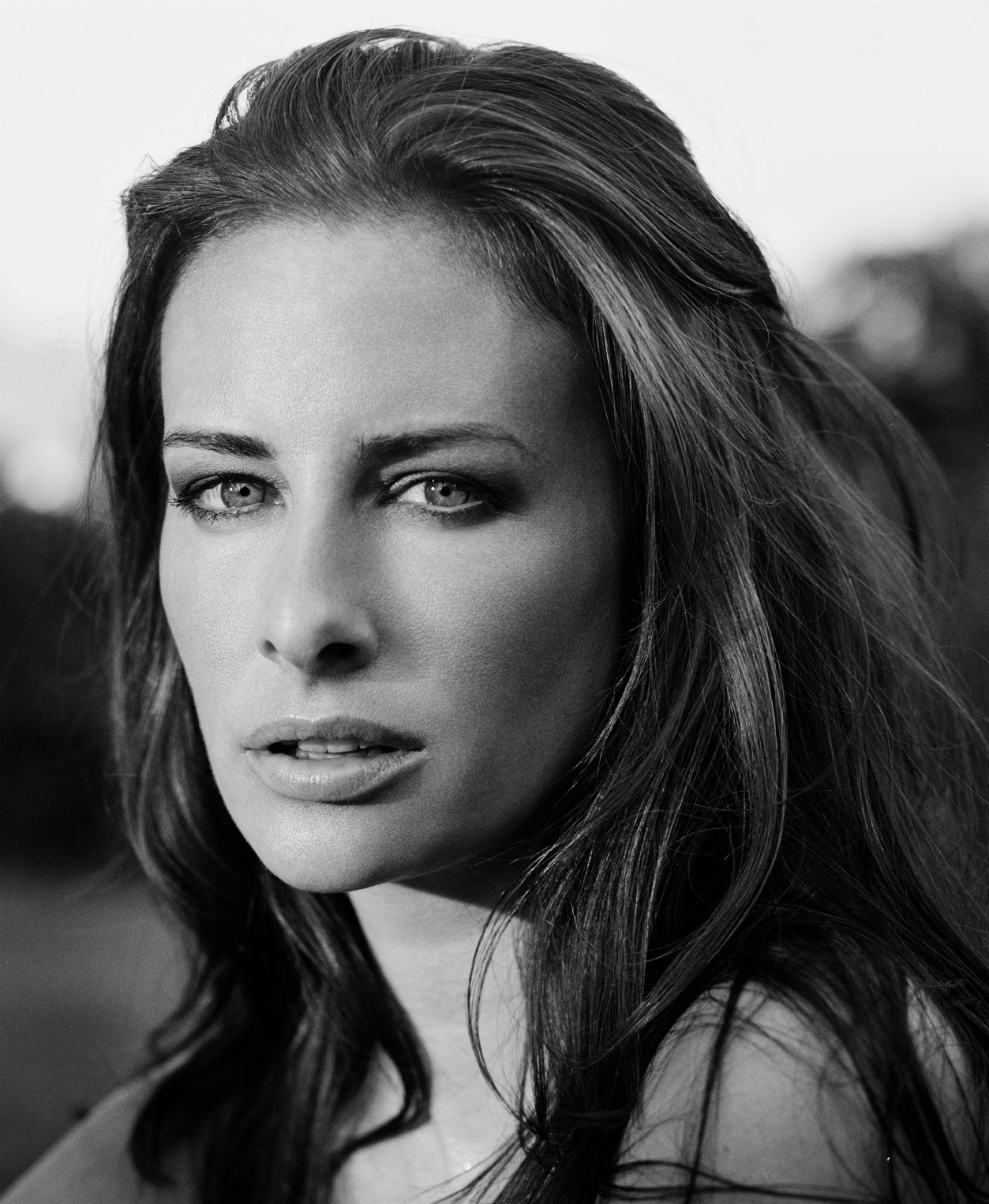
Patricia Faesslerová (* 1974), modelka a fotografka

Toto je seznam švýcarských fotografek, které se ve Švýcarsku narodily nebo jejichž díla jsou s touto zemí úzce spojena.

## B
- Eliška Bartek (* 1950), švýcarská malířka a fotografka s českými kořeny, zabývá se luminografií, fotogramy a cliché verre
- Hélène Binet (* 1959), švýcarská fotografka, která žije v Londýně, věnuje se především fotografii architektury
- Gertrude Duby-Blomová (1901–1993), švýcarská žurnalistka, sociální antropoložka a dokumentární fotografka zaměřená na kulturu mayských obyvatel žijících v mexickém státu Chiapas
- Martha Burkhardtová (1874–1956), švýcarská malířka a fotografka

## C
- Sarah Carp (* 1981), dokumentární fotografka, v roce 2021 byla oceněna cenou Swiss Press Photo Award pro švýcarského fotografa roku.

## D
- Laurence Deonna (1937–2023), novinářka a fotografka

## F
- Patricia Faesslerová (* 1974), modelka a fotografka
- Sylvie Fleuryová (* 1961), umělkyně, jejíž tvorba se silnými vazbami na konceptualismus zahrnuje sochy, performance, malby, fotografie, instalace a videoart

## G
- Dany Gignouxová (1944–2025), fotoreportérka a fotografka, dokumentovala folkovou a populární hudbou ve Švýcarsku, spiritualismus v Brazílii a majáky na ostrově Île de Sein ve Francii, koncerty v Ženevě, karneval v Basileji, africké migranty v Ženevě a turisty ve Švýcarsku a Itálii
- Alwina Gossauerová (1841–1926), švýcarská fotografka a podnikatelka. Narodila se a vyrostla v Rapperswilu, v dospělosti se do Rapperswilu opět vrátila a stala se jednou z prvních profesionálních fotografek ve Švýcarsku.
- Henriette Grindatová (1923–1986), švýcarská fotografka, která svými díly přispívala do oblasti umělecké fotografie, která zaujala surrealistický přístup inspirovaný literárními trendy poválečných let

## H
- Beatrice Helgová (* 1956)

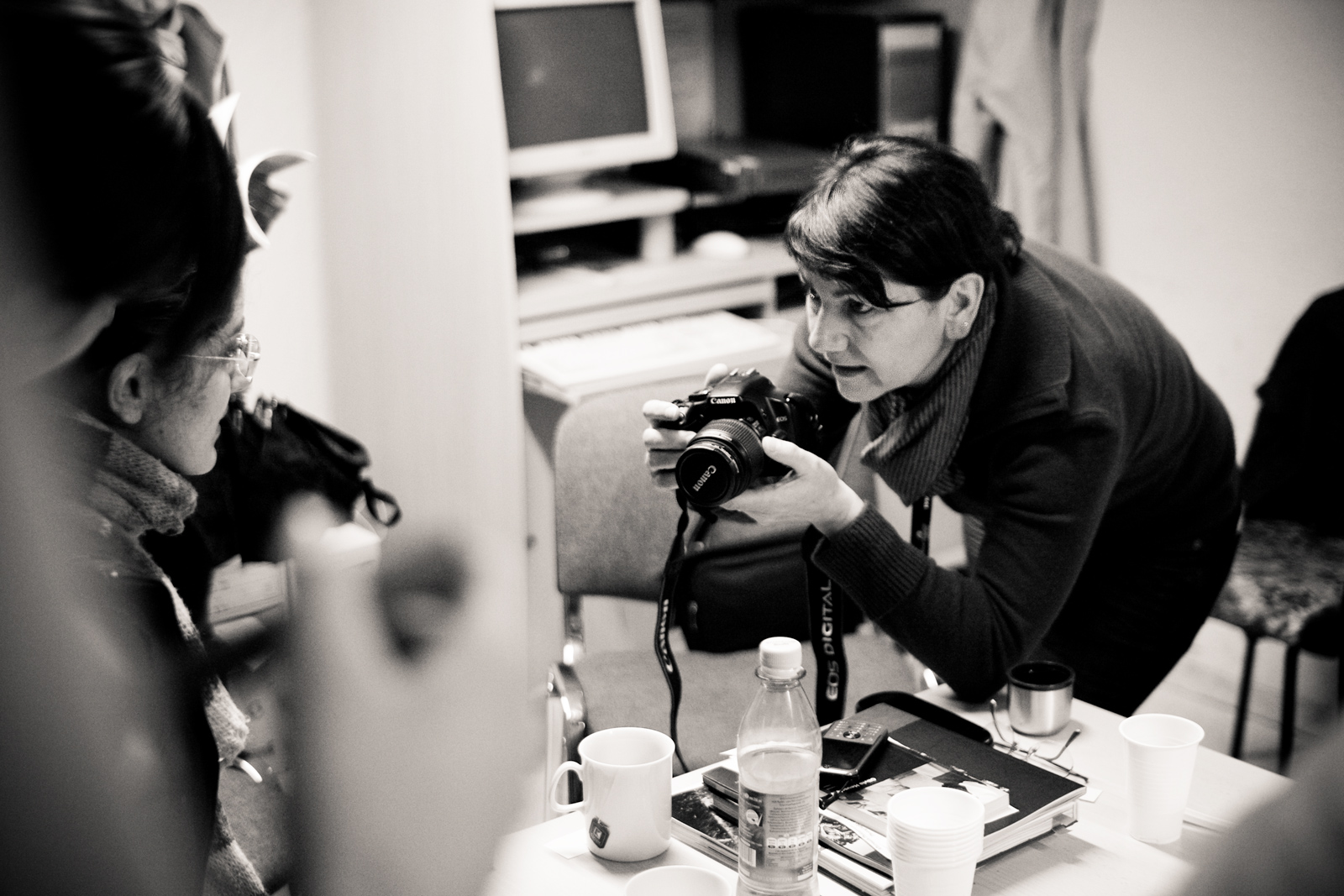
Olivia Heusslerová (* 1957)

- Olivia Heusslerová (* 1957), nezávislá fotografka, dokumentovala nepokoje mládeže v Curychu v 80. letech, nikaragujskou revoluci v letech 1984 až 2007 a další osvobozenecká hnutí
- Barbara Heé (* 1957), malířka, fotografka a sochařka

## Ch
- Claudia Christenová (* 1973)

## J
- Monique Jacotová (1934–2024), fotožurnlistka a umělkyně, sociální a kulturní témata, představitelka humanistické fotografie

## L
- Rosa Lachenmeierová (* 1959)
- Namsa Leuba (* 1982)
- Catherine Leuteneggerová (* 1983)

## M
- Ella Maillart (1903–1997), dobrodružka, cestovatelka, autorka cestopisů, fotografka a sportovkyně
- Lucia Moholyová (1894–1989), německy mluvící fotografka židovského původu narozená v Čechách, dokumentovala architekturu a produkty umělecké školy Bauhaus, její manžel byl fotograf László Moholy-Nagy
- Franziska Möllingerová (1817–1880), průkopnická švýcarská fotografka německého původu, na počátku 40. let 19. století pracovala s daguerrotypií; je považována za první fotografku, která působila ve Švýcarsku
- Karin Mullerová (* 1965)
- Marie-Jeanne Musiolová (* 1950)

## N
- Marguerite Naville (1852–1930)

## O
- Meret Oppenheimová (1913–1985), švýcarsko-německá surrealistická výtvarnice, básnířka, modelka a fotografka, hlavní ženská osobnost surrealistického hnutí

## P
- Véréna Paravelová (* 1971)
- Leta Peerová (* 1964–2012)

## S
- Shirana Shahbazi (* 1974), íránská konceptuální fotografka působící ve Švýcarsku
- Julieta Schildknechtová (* 1960)
- Annemarie Schwarzenbachová (1908–1942), spisovatelka, novinářka, fotografka a cestovatelka
- Renée Schwarzenbach-Wille (1883–1959)
- Eva Sereny (1935–2021)
- Iren Stehli (* 1953), švýcarsko–česká dokumentární fotografka
- Eva Sulzerová (1902–1990)

## W
- Louise Witzigová (1901–1969)
- Katharina Weissová (1834–2011)